# Swissporarena
Swissporarena là một sân vận động đa năng ở Luzern, Thụy Sĩ, được hoàn thành vào năm 2011. Sân được sử dụng chủ yếu cho các trận đấu bóng đá và tổ chức các trận đấu trên sân nhà của FC Lucerne thuộc Giải bóng đá vô địch quốc gia Thụy Sĩ. Sân vận động có sức chứa 16.800 khán giả, bao gồm một phần dành cho người hâm mộ sân khách được trang bị 390 ghế ngồi trên ray để đứng an toàn. Sân thay thế cho Sân vận động Allmend đã bị phá hủy.
Sân vận động dự kiến mở cửa vào đầu năm nhưng một số vấn đề trong quá trình xây dựng đã làm thay đổi kế hoạch. Vào tháng 2 năm 2011, câu lạc bộ đã công bố giá vé mùa giải mới cho chuyến về sân nhà của họ.
Sân vận động đã tổ chức trận đấu đầu tiên, với tỷ số 0–0 trước FC Thun vào ngày 31 tháng 7 năm 2011.
Kể từ tháng 11 năm 2012, sân vận động và khu vực xung quanh đã được phục vụ bởi ga xe lửa Luzern Allmend/Messe dưới lòng đất.

## Các trận đấu quốc tế
| Ngày                 | Đội #1  | Kết quả | Đội #2         | Giải đấu                    |
| -------------------- | ------- | ------- | -------------- | --------------------------- |
| 30 tháng 5 năm 2012  | Thụy Sĩ | 0–1     | România        | Giao hữu                    |
| 11 tháng 9 năm 2012  | Thụy Sĩ | 2–0     | Albania        | Vòng loại World Cup 2014    |
| 30 tháng 5 năm 2014  | Thụy Sĩ | 1–0     | Jamaica        | Giao hữu                    |
| 3 tháng 6 năm 2014   | Thụy Sĩ | 2–0     | Perú           | Giao hữu                    |
| 27 tháng 3 năm 2015  | Thụy Sĩ | 3–0     | Estonia        | Vòng loại Euro 2016         |
| 18 tháng 8 năm 2016  | Jordan  | 2–3     | Qatar          | Giao hữu                    |
| 13 tháng 11 năm 2016 | Thụy Sĩ | 2–0     | Quần đảo Faroe | Vòng loại World Cup 2018    |
| 27 tháng 3 năm 2018  | Thụy Sĩ | 6–0     | Panama         | Giao hữu                    |
| 18 tháng 11 năm 2018 | Thụy Sĩ | 5–2     | Bỉ             | UEFA Nations League 2018-19 |
| 15 tháng 11 năm 2021 | Thụy Sĩ | 4–0     | Bulgaria       | Vòng loại World Cup 2022    |